# Baía de Frobisher

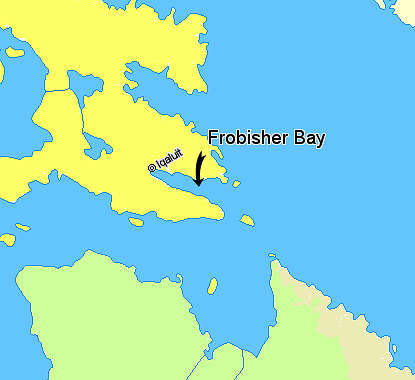
Baía de Frobisher, ilha de Baffin, Nunavut, Canadá.
Nunavut
Quebec
Terra Nova e Labrador

A baía de Frobisher (em inglês:  Frobisher Bay) é uma grande enseada do oceano Atlântico. Penetra 230 km na costa sudeste da ilha de Baffin. A capital de Nunavut, Iqaluit (que teve o nome de Frobisher Bay até 1987), fica no extremo interior da baía.
A baía recebeu o seu nome em homenagem a Martin Frobisher, explorador inglês que procurou a Passagem do Noroeste em 1576 e que foi o primeiro europeu a explorar a zona. Até 1861, a baía era erradamente tida por um estreito que separaria a ilha de Baffin de uma outra.